# John Spencer (5e comte Spencer)
Pour les autres membres de la famille, voir Famille Spencer.
Pour les articles homonymes, voir John Spencer et Spencer.
John Poyntz Spencer, né le 27 octobre 1835 à Spencer House (Londres) et mort le 13 août 1910 à Althorp, 5e comte Spencer, connu sous les titres de vicomte Althorp (en) jusqu'en 1857, est un homme d'État britannique.

## Biographie
Fils de Frederick Spencer (4e comte Spencer), il fait ses études à Harrow, puis au Trinity College (Cambridge).
Il siège à la Chambre des communes en 1857. Il succède à son père dans le titre de comte Spencer et à la Chambre des lords cette même année.
Spencer est Lord lieutenant d'Irlande de 1868 à 1874, puis de 1882 à 1885.
Il est Lord Lieutenant du Northamptonshire de 1872 à 1908.
Il est Lord Président du Conseil de 1880 à 1883, puis en 1886.
Il est Premier Lord de l'Amirauté de 1892 à 1895.
Il épouse en 1858 Charlotte Seymour (en)

## Sources
- (en) Cet article est partiellement ou en totalité issu de l’article de Wikipédia en anglais intitulé « John Spencer, 5th Earl Spencer » (voir la liste des auteurs).